# Pavel Šporcl
Pavel Šporcl (* 25. dubna 1973 České Budějovice) je český houslista. Je absolventem Akademie múzických umění v Praze a další vzdělání získal v USA. Během své kariéry vystupoval v mnoha zemích světa, v roce 2015 mu byla udělena Medaile Za zásluhy o stát v oblasti umění. 

## Život
V dětství se účastnil řady soutěží – na lidových školách umění, zvítězil v mezinárodní Kocianově houslové soutěži, v rozhlasovém klání Concertino Praga [končertino prága] a dalších.
Po studiích na konzervatoři a na AMU (prof. Václav Snítil) studoval houslovou hru v USA (Dorothy DeLay, Jicchak Perlman, Masao Kawasaki, Eduard Schmieder). Vystupoval například na festivalech Salzburger Festspiele, Pražské jaro nebo Schleswig-Holstein, i s renomovanými orchestry (Česká filharmonie, Tokyo Metropolitan Symphony Orchestra, Orchestre national de France, Liverpoolská královská filharmonie, Orchestre de Paris).[zdroj?]
Mnohdy vystupoval se stylizovaným „pirátským“ šátkem na hlavě. Nechal si postavit unikátní modré housle od houslaře Jana Špidlena. 
Vedle klasické hudby koncertuje a nahrává i jiné žánry: s cikánskou kapelou (alba Gipsy Way & Gipsy Fire) odehrál přes 270 vystoupení v mnoha zemích světa včetně Číny. V roce 2012 nahrál své první pop-crossoverové album Sporcelain. Na koncertních pódiích se setkal s Karlem Gottem, Evou Pilarovou, Vojtěchem Dykem, Ewou Farnou, Terezou Černochovou, kapelou Kryštof nebo Hradišťanem.[zdroj?]
Je patronem festivalu Hudební festival Znojmo a uměleckým ředitelem festivalu Kociánovo Ústí.
Dne 3. června 2020 vystoupil na posledním rozloučení se zpěvačkou Evou Pilarovou v bazilice Nanebevzetí Panny Marie v Praze na Strahově.

## Charitativní práce
Prostřednictvím svých vystoupení podporuje benefiční projekty nadací a neziskových organizací (Srdce pro děti, Nadace ADRA, Kapka naděje, Naše dítě, Běh pro Paraple, Esteta, Pomozte dětem, Olivova dětská léčebna, Hospic Anežky České, záchrana kostela v Neratově). Je patronem SOS dětských vesniček, Centra pěstounských rodin a Asociace Apla pomáhající lidem s autismem.[zdroj?]

## Přehled školního vzdělání
- LŠU České Budějovice, prof. Ladislav Havel
- konzervatoř
- pražská AMU
- Jižní metodistická univerzita Dallas (USA)
- Brooklyn College (USA)
- Juilliard School

## Získaná ocenění
- soutěž ARD (1992)
- Holland Music Session World Tour Competition (1993)
- Cena společnosti Bohuslava Martinů (1996)
- Mezinárodní soutěž Pražského jara (1997)
- Medaile Za zásluhy (2015)